# Spaelotis sinophysa
Spaelotis sinophysa är en fjärilsart som beskrevs av Charles Boursin 1955. Spaelotis sinophysa ingår i släktet Spaelotis och familjen nattflyn. Inga underarter finns listade i Catalogue of Life.